# Stethynium aurum
Stethynium aurum är en stekelart som beskrevs av Girault 1938. Stethynium aurum ingår i släktet Stethynium och familjen dvärgsteklar. Inga underarter finns listade i Catalogue of Life.